# Laure Moa Minga
 (juin 2023).
Laure Moa Minga est une comédienne et influenceuse camerounaise.

## Biographie

### Enfance, éducation et débuts
Micheline Laurette Otsali grandit avec sa grand mère.

### Carrière
Elle est la meilleure tiktokeuse camerounaise en 2021,.

## Vie privée
Laure Moa Minga est mère d'une fille,.